# SIAI-Marchetti
SIAI-马尔凯蒂飞机公司是意大利一家飞机制造商，活跃于两次世界大战间期。

## 历史
1915年在塞斯托卡伦代创立“上意大利水上飞机公司”（SIAI）。正如其名称所暗示的那样，该公司最初专门从事水上飞机的制造，其中绝大多数是为意大利王家空军购入使用。最突出的早期飞机是SIAI S.16水上飞机，用于执行海上侦察和水上轰炸任务。但也证明有能力进行长途飞行。1925年，意大利王家空军飞行员弗朗切斯科·德·皮内多和空中机械师埃内斯托·坎帕内利驾驶一架SIAI S.16ter从罗马到澳大利亚和东京的创纪录的航程，以证明执飞长途航班，水上飞机比陆上飞机更胜一筹。4月21日离开罗马后，到访了数十个国家，通常一次停留数周，尤其是在澳大利亚，然后在1925年9月26日成功到达东京。
第一次世界大战结束后不久，该公司收购了由翁贝托·萨沃亚于1915年创立的“萨沃亚航空制造股份公司”，并改名为萨沃亚飞机公司。 1922年，招募了首席设计师亚历山德罗·马尔凯蒂后公司名字增加了“马尔凯蒂”成为萨沃亚-马尔凯蒂飞机公司，转入生产陆上飞机。又在贝尔哥玛纳罗设有分工厂，生产各类轰炸机和运输机，其中SM-79型轰炸机在第二次世界大战中被广泛使用。
创新的具有双机体的萨沃亚-马尔凯蒂S.55水上飞机在1926年创造了14个单项世界记录，包括速度、高度和有效载荷距离。为民用和军事客户生产了多种机型。尽管有许多新机型，但在第二次世界大战期间及战后长期使用S.55飞机。
在伊塔洛·巴尔博空军元帅支持下，该公司在三十年代进入了快速发展期。著名的有三发上单翼可收放机轮的萨沃亚-马尔凯蒂SM.75中远程客机/运输机。
另一个是萨沃亚-马尔凯蒂S.81轰炸机，它成为意大利王家空军采用的第一种三引擎轰炸机/运输飞机。该飞机可靠、适用性广泛，二战时是意大利最重要的多用途飞机之一。
在第二次世界大战前夕及战争爆发后，该公司越来越专注于建造军用飞机。特别是萨沃亚-马尔凯蒂SM.79中型轰炸机是二战最著名的意大利飞机。1934年9月28日首飞，其早期型号在1937年至1939年间创造了26个单项世界纪录，成为世界上最快的中型轰炸机。还被发展为有效的鱼雷轰炸机并在地中海战场击沉了许多盟军运输船的战功。
1943年该公司改名为“SIAI-Marchetti”，意译为“上意大利水上飞机公司-马尔凯蒂”。 随着冲突转向盟国占优，该公司的制造厂成为盟军轰炸机群的特别优先的目标，这导致在第二次世界大战的最后几个月，几乎被彻底摧毁。但该公司继续努力为法西斯轴心国意大利社会共和国设计和生产新型飞机，如1944年的萨沃亚-马尔凯蒂SM.93俯冲轰炸机，但昂贵的战争的经济后果充其量使这种野心充其量是不现实的。
在战后时代，该公司努力制造各种铁路设备和卡车，力求多样化以便在商业不景气中生存。挣扎六年后，1951年9月被迫宣布破产。公司破产期间，所有员工都被解雇，清算人重新雇用了一半以上人员。1953年，该公司从破产过程中恢复，迅速开始将其开发工作集中在新兴的直升机市场上。 
该公司在很大程度上在直升机研发上的大量投资，因此在1983年被意大利直升机专业的奥古斯塔公司收购。其剩余的固定翼飞机研制业务在在1997年被Aermacchi收购。

### 引用
1. ↑  .   [2023-03-09]. （原始内容存档于2016-03-04）.
2. ↑  Anonymous, "Italian Flight to Tokyo Accomplished." Flight, 1 October 1925, p. 644.
3. ↑  Anonymous, "Rome-Tokyo-Rome: Marquis de Pinedo's Grand Air Tour Successfully Concluded." Flight, 12 November 1925, p. 756.
4. ↑  Yenne, Bill. Batchelor, John (illustrations) , 编. . New York, N.Y.: BCL Press. 1997: 58. ISBN 1-932302-03-4.
5. ↑  Howard, Lee; Garello, Giancarlo. . Aeroplane (Kelsey Publishing). 2010, (December 2010): 94–95.
6. ↑  Spencer C. Tucker, World War II at Sea: An Encyclopedia (2 volumes): An Encyclopedia. ABC-CLIO, 2011, p. 633.
7. ↑  Angelucci and Matricardi 1978, p. 207.
8. ↑  Rosselli, p. 20.
9. ↑  Angelucci and Matricardi 1978, p. 188.
10. ↑  Sutherland 2009, p. 31.
11. ↑  Neulen 2000, pp. 85-86.
12. ↑  Angelucci and Matricardi 1978, p. 198.
13. ↑  Arena et al. 1994, p. 7.
14. ↑  Arena et al. 1994, p. 9.
15. ↑  Thompson, Jonathan W.  1st. New York: Aero Publishers Inc. 1963: 288. ISBN 0-8168-6500-0.
16. ↑  Bridgman 1953，第144頁

### 书目
- Angelucci, Enzo and Paolo Matricardi. World Aircraft: World War II, Volume I (Sampson Low Guides). Maidenhead, UK: Sampson Low, 1978. ISBN 0-562-00096-8.
- Bridgman, Leonard. . London: Sampson Low, Marston & Company, Ltd. 1952.
- Gunston, Bill.  5th. Phoenix Mill, Gloucestershire, England, UK: Sutton Publishing Limited. 2006. ISBN 0-7509-4479-X.
- Neulen, Hans Werner. In the skies of Europe - Air Forces allied to the Luftwaffe 1939–1945. Ramsbury, Marlborough, THE CROWOOD PRESS, 2000. ISBN 1-86126-799-1.
- Rosselli, Alberto. "In the Summer of 1942, a Savoia-Marchetti Cargo Plane Made a Secret Flight to Japan." Aviation History. January 2004.
- Sutherland, Jon & Diane Canwell: Air War East Africa 1940–41 The RAF versus the Italian Air Force. Barnsley (South Yorkshire) Pen and Sword Aviation, 2009. ISBN 978-1-84415-816-4.